# 칠천량

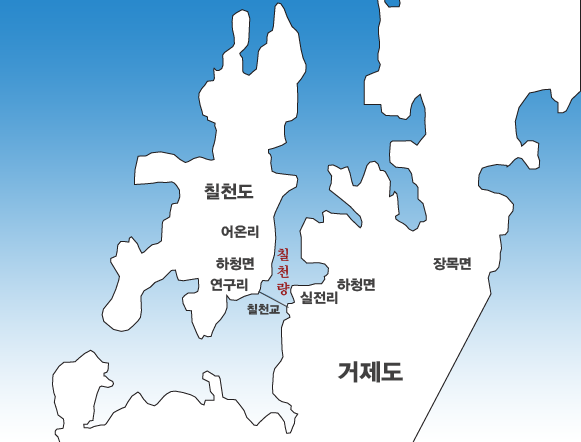
칠천량 해협의 위치

칠천량(漆川梁)은 경상남도 거제시 하청면 실전리와, 거제도 서북부에 위치한 칠천도의 일부를 이루고 있는 하청면 어온리 사이의 해협을 말한다. 2000년 1월 칠천도 장곶과 실전 사이의 이 해협에 길이 425m의 칠천대교가 가설되었고, 이 다리 아래 부분이 ‘칠천량 해협’이다. *량(梁)은 고대 가야국의 언어로 '문(성문, 대문 등의 입구)'이라는 뜻으로 칠천량, 견내량은 해협의 문 혹은 입구로 해석할 수 있다. - 참조: 사다함 열전 (삼국사기 사다함열전에는 전단문(門)을 전단량(梁)으로 표기하였는데 량이란 가야말로 문을 이르는 것이라 했다.)

## 칠천량 해전
송진포 실전과 칠천도의 어온리 물안마을 사이의 해협은 정유재란 때 조선의 수군의 유일한 패전지로 회복불능의 패전을 기록하고, 삼도수군통제사 원균도 전사하였다.
1597년 7월 7일 선조 30년 조선 삼도수군통제사 원균이 이끄는 주력함선 300여 척과 일본 수군의 함선 1000여 척이 맞붙어 10일간 계속된 전투에서 조선 수군은 거북선과 판옥선 등 157~288 척이 격침되고 다수의 수군이 수장되었다.

## 임진왜란 주요해전의 배경
임진왜란 당시 조선의 수군은 한 번이라도 패하면, 수로의 주도권을 놓칠 수 있는 절체절명의 위기에 봉착해 있었으므로, 해협과 만을 낀 수륙 합동 작전을 위한 유인작전과 공방전을 하는 전술을 구사하였다. 임진왜란의 주요 해전의 배경이 된 곳은 이러한 좁은 해협과 거센 물길이 존재하고 있었으며, 육지와의 사이에서 바다의 폭이 가장 좁아지는 곳이기 때문에 지금은 대부분 교량이 가설되어 있다.
| 해협               | 해전        | 교량     | 교량길이 | 연결지                                      | 소재지 | 별칭      |
| ------------------ | ----------- | -------- | -------- | ------------------------------------------- | ------ | --------- |
| 칠천량(漆川梁)     | 칠천량 해전 | 칠천대교 | 425m     | 거제시 하청면 실전리 - 거제시 하청면 어온리 | 경남   | -         |
| 견내량(見乃梁)     | 한산 해전   | 거제대교 | 740m     | 거제시 사등면 덕호리 - 통영시 용남면 장평리 | 경남   | -         |
| 노량해협(露梁海峽) | 노량 해전   | 남해대교 | 660m     | 남해군 설천면 노량리 - 하동군 금남면 노량리 | 경남   | -         |
| 명량해협(鳴梁海峽) | 명량 해전   | 임하교   | 186m     | 해남군 문내면 예락리 - 임하도               | 전남   | 명량 입구 |

## 같이 보기
- 칠천량 해전